# Roumanie aux Jeux olympiques d'hiver de 1972
Cet article contient des informations sur la participation et les résultats de la Roumanie aux Jeux olympiques d'hiver de 1972, qui ont eu lieu à Sapporo au Japon. 

## Résultats

### Biathlon
| Épreuve | Athlète             | Temps              | Pénalités | Temps ajusté 1     | Rang |
| ------- | ------------------- | ------------------ | --------- | ------------------ | ---- |
| 20 km   | Constantin Carabela | 1 h 22 min 45 s 95 | 11        | 1 h 33 min 45 s 95 | 52   |
| 20 km   | Nicolae Veştea      | 1 h 21 min 08 s 21 | 6         | 1 h 27 min 08 s 21 | 34   |
| 20 km   | Vilmoş Gheorghe     | 1 h 17 min 52 s 27 | 8         | 1 h 25 min 52 s 27 | 32   |
| 20 km   | Victor Fontana      | 1 h 19 min 17 s 85 | 5         | 1 h 24 min 17 s 85 | 28   |

| Athlètes                                                 | Manche    | Manche             | Manche |
| Athlètes                                                 | Manqués 2 | Temps              | Rang   |
| -------------------------------------------------------- | --------- | ------------------ | ------ |
| Nicolae Veştea Victor Fontana Ion Teposu Vilmoş Gheorghe | 5         | 1 h 59 min 30 s 61 | 9      |

### Bobsleigh
| Traîneau | Athlètes                                   | Épreuve    | Manche 1      | Manche 1 | Manche 2      | Manche 2 | Manche 3      | Manche 3 | Manche 4      | Manche 4 | Total         | Total |
| Traîneau | Athlètes                                   | Épreuve    | Temps         | Rang     | Temps         | Rang     | Temps         | Rang     | Temps         | Rang     | Temps         | Rang  |
| -------- | ------------------------------------------ | ---------- | ------------- | -------- | ------------- | -------- | ------------- | -------- | ------------- | -------- | ------------- | ----- |
| ROU-1    | Ion Panţuru Ion Zangor                     | Bob à deux | 1 min 16 s 50 | 7        | 1 min 15 s 31 | 2        | 1 min 14 s 04 | 3        | 1 min 14 s 68 | 9        | 5 min 00 s 53 | 5     |
| ROU-2    | Dragoş Panaitescu-Rapan Dumitru Focşeneanu | Bob à deux | 1 min 17 s 98 | 14       | 1 min 17 s 00 | 13       | 1 min 14 s 67 | 11       | 1 min 15 s 24 | 13       | 5 min 04 s 89 | 12    |

| Traîneau | Athlètes                                                | Épreuve      | Manche 1      | Manche 1 | Manche 2      | Manche 2 | Manche 3      | Manche 3 | Manche 4      | Manche 4 | Total         | Total |
| Traîneau | Athlètes                                                | Épreuve      | Temps         | Rang     | Temps         | Rang     | Temps         | Rang     | Temps         | Rang     | Temps         | Rang  |
| -------- | ------------------------------------------------------- | ------------ | ------------- | -------- | ------------- | -------- | ------------- | -------- | ------------- | -------- | ------------- | ----- |
| ROU-1    | Ion Panţuru Ion Zangor Dumitru Pascu Dumitru Focşeneanu | Bob à quatre | 1 min 12 s 07 | 11       | 1 min 12 s 65 | 14       | 1 min 11 s 08 | 7        | 1 min 11 s 32 | 7        | 4 min 47 s 12 | 10    |

### Patinage artistique

#### Hommes
| Athlète          | FI | PL | Points | Places | Rang |
| ---------------- | -- | -- | ------ | ------ | ---- |
| Gheorghe Fazekas | 17 | 17 | 2094,0 | 153    | 17   |

### Ski alpin

#### Hommes
| Athlète       | Épreuve      | Manche 1      | Manche 1 | Manche 2      | Manche 2 | Total         | Total |
| Athlète       | Épreuve      | Temps         | Rang     | Temps         | Rang     | Temps         | Rang  |
| ------------- | ------------ | ------------- | -------- | ------------- | -------- | ------------- | ----- |
| Virgil Brenci | Descente     |               |          |               |          | 2 min 04 s 33 | 48    |
| Dan Cristea   | Descente     |               |          |               |          | 2 min 01 s 26 | 39    |
| Virgil Brenci | Slalom géant | 1 min 42 s 81 | 40       | 1 min 44 s 59 | 29       | 3 min 27 s 40 | 33    |
| Dan Cristea   | Slalom géant | 1 min 37 s 93 | 30       | 1 min 41 s 95 | 23       | 3 min 19 s 88 | 26    |

#### Slalom hommes
| Athlète       | Classification | Classification | Finale         | Finale | Finale          | Finale | Finale          | Finale |
| Athlète       | Temps          | Rang           | Temps Manche 1 | Rang   | Temps Manche 2  | Rang   | Total           | Rang   |
| ------------- | -------------- | -------------- | -------------- | ------ | --------------- | ------ | --------------- | ------ |
| Virgil Brenci | 1 min 46 s 46  | 4              | 1 min 01 s 56  | 30     | 1 min 00 s 02   | 22     | 2 min 01 s 58   | 20     |
| Dan Cristea   | Disqualifié    | –              | Inconnu        | 23     | N'a pas terminé | –      | N'a pas terminé | –      |

## Référence
- (en) Cet article est partiellement ou en totalité issu de l’article de Wikipédia en anglais intitulé « Romania at the 1972 Winter Olympics » (voir la liste des auteurs).